# Epipedocera zona
Epipedocera zona är en skalbaggsart som beskrevs av Louis Alexandre Auguste Chevrolat 1863. Epipedocera zona ingår i släktet Epipedocera och familjen långhorningar.
Artens utbredningsområde är Nepal. Inga underarter finns listade i Catalogue of Life.